# Tamarilo
 Tamarilo  (  Cyphomandra betacea ) je suptropska biljka poreklom sa prostora Južne Amerike, a u današnje vreme, ovo voće se uzgaja u voćnjacima za lokalnu proizvodnju i predstavlja vrlo popularnu voćku. Može se uzgajati u sutropskim krajevima širom sveta, npr. SAD, Južna Afrika, Kina, Novi Zeland i dr.

## Poreklo i značaj
Pripada familiji Solanaceae, ova familija ima oko 90 rodova i 28.000 vrsta, rasprostranjenih uglavnom u tropskim zonama Južne Amerike. Ovoj familiji pretežno pripadaju zeljaste jednogodišnje ili dvogodišnje biljke, a ređe drvenaste (žbunaste). Rod Cyphomandra sadrži oko 30 vrsta, uglavnom žbunastih biljaka, poreklom iz centralne i Južne Amerike i zapadne Indije. Sve sorte tamarila pripadaju vrsti Cyphomandra betaceae koja potiče sa peruanskih Anda. Osim u svojoj domovini (Peru) tamarilo je raširen i cenjen u Indiji, Indoneziji, Cejlonu i nekim drugim zemljama. Za sada se, međutim, u većem obimu gaji jedino na Novom Zelandu, gde su prvi plodovi dobijeni iz semena introdukovanog iz Indije.
Komercijalna proizvodnja plodova tamarila počela je na Novom Zelandu u malom obimu pre više od 70 godina, posebno posle uvođenja selekcija sa crvenim plodovima. Ipak, tek posle Drugog svetskog rata počelo se sa nešto većom proizvodnjom, koja je omogućila izvoz i pojavu tamarila na tržištu, zajedno sa drugim tropskim i suptropskim voćem.
Godine 1971. bilo je na Novom Zelandu 250  pod tamarilom, sa kojih se dobijalo oko 2.000 tona plodova (8 t/ha). Najvećim delom se ovde radi o čistim manjim zasadima, površine manje od 1 , a ne tako retko, tamarilo se može naći i kao međukultura u zasadima agruma.

## Morfološke osobine
Tamarilo je stablo sa velikim zimzelenim lišćem, koje raste do 3,6 m, Plodovi se na granama nalaze u vidu grozdova, a sazrevaju od oktobra do maja. Plod je bobica jajastog oblika, 5 x 6,5 cm,žute,crvene ili purpurne boje, karakterističnog, prijatnog, slatko-nakiselog ukusa. 
Oprašivanje plodova se vrši pomoću pčela i drugih insekata, te se u doba cvetanja ne sme gajiti u zaklonjenim prostorima. Cvetovi tamarila su privlačni za pčele i u normalnim uslovima nema problema u oprašivanju. Karakteriše se visokom količinom vitamina i gvožđa i niskom kaloričnom vrednošću.
| Komponenta (g/100g) | Količina  | Komponenta (mg/100g) | Nivo      |
| ------------------- | --------- | -------------------- | --------- |
| Voda                | 81-87     | Vitamin A            | 0,32-1,48 |
| Proteini            | 1,2-1,5   | Vitamin C            | 19,7-57,8 |
| Masti               | 0,05-1,28 | Kalcijum             | 3,9-11,3  |
| Vlakna              | 1,4-6,0   | Magnezijum           | 19,7-22-3 |
| Totalna kiselost    | 1,0-2,4   | Gvožđe               | 0,4-0,94  |

## Kultivisanje
Ova biljka preferira suptropsku klimu sa padavinama između 4000-6000 mm. godišnje i temperaturama između 15-20°C. Najbolje raste u plodnim, dobro osvetljenim zemljištima koja se karakterišu  vrednostima između 5-8,5.
Biljka se zasejava, nakon čega raste sadnica koja mora dostići visinu od 1,5-1,8m kako bi počela da se grana. Ovo je moguće u zaštićenim uslovima, ali u voćnjacima gde postoje različite sorte može doći do tzv kros-oprašivanja i da se pomešaju karakteristike sorti. Sadnice treba držati u rasadniku dok ne dostignu visinu od bar 1m , jer su osetljive na mraz.
Takođe može se raditi i pelcovanje biljke. Pelcer treba da se sastoji od bazalnih i vazdušnih izdanaka i da bude bez patogenih virusa. Biljke koje se razvijaju od pelcera se granaju ranije i žbunastije su. Njih treba držati u rasadniku dok ne dostegnu visinu od 0,5-1 m . 
Drvo brzo raste i daje plodove nakon 1,5-2 godine. Jedno drvo može proizvesti više od 20 kg voća godišnje. 
Ove biljke mogu rasti u zatvorenim kontejnerima namenjenim za gajenje biljaka. Međutim, njihov brz rast, zahtevi za vodom, svetlošću i vlažnosti, kao i veliki listovi onemogućavaju njihov rast u ograničenom prostoru

## Odgajanje
Drvo tamarila je prilagodljivo sredini i lako raste. Međutim postoje strategije koje se mogu vršiti kako bi se poboljšao prinos biljaka.

### Sadnice
Udaljenost sadnica zavisi od sistema uzgajavanja. Tako npr na Novom Zelandu sadnice se uzgajaju u redu, udaljenost između njih je oko 1-1,5 m, dok je udaljenost među redovima oko 4,5-5m. Sa druge strane, u regijama Anda plantaže su znatno gušće. Ovakve plantaže mogu biti pogodna strategija za zaštitu od vetra.

### Orezivanje
Orezivanjem drveća može se kontrolisati veličina ploda i biljke, datum berbe i da se pojednostavi žetva. Sečenjem vrha mladih biljaka postiže se željena visina grane, a kad je stablo formirano, orezivanjem se uklanjaju stare ili mrtve grane. Ukoliko se biljke gaje u staklenicima, orezivanjem se sprečava njihov preterani rast.

### Sklonište
Koren ovih biljaka je jako plitak pa im ne daje dovoljno stabilnosti, a grane su krhe i lako se lome kada su pune voća. Iz navedenih razloga, biljka tamarillo mora biti zaštićena od vetra, što je moguće postići ukoliko se odgaja u npr. staklenicima.

### Navodnjavanje iđubrenje
Kako bi se stabilizovala ili povećala proizvodnja, treba obezbediti vodu i hranjive materije. Neophodno je kontinuirano snabdevanje vodom zbog plitkog korena jer je osetljiv na sušu koja može dovesti do manje produktivnosti.
Preporučeno đubrivo po hektaru sadrži 170 kg azota, 45 kg fosfora i 130-190 kg kalijuma. Fosfor i kalijum se primenjuju na početku sezone, dok je potrošnja azota ravnomerno raspoređena tokom godine.

### Žetva
Plodovi ne sazrevaju istovremeno, tako da je neophodno nekoliko žetvi godišnje. U klimatskim uslovima koje karakterišu male varijacije tokom godine, drvo Tamarilla može cvetati i dati voće tokom cele godine.
Sazrevanje voća je moguće pomoću etilena u strogo kontrolisanim uslovima, uz minimalan gubitak kvaliteta ploda. Ovo omogućava prevremenu žetvu, a voće se može skladištiti na sobnoj temperaturi do 20 dana. Pored toga, od strane Odeljenja za naučno i industrijsko istraživanje Novog Zelanda razvijen je sistem potapanja u hladnoj vodi, čime se omogućava produžavanje skladištenja od 6 do 10 nedelja.

### Korišćenje ploda
Plod tamarilo se može koristiti u industriji i za ishranu. Plod se konzumira tako što se voćka prepolovi i konzumira meso iz nje. Žuto voće se karakteriše slatkim ukusom koji podseća na ukus manga ili kajsije. Crvena sorta, koja se više uzgaja od žute, je kiselija.
Od ovog voća se mogu praviti kompoti, može se dodavati čorbama ili da se pomoću njih prave štrudle u kombinaciji sa jabukama. Takođe, može se od njih praviti i sok, ukoliko se pomešaju sa vodom i šećerom i blenduju.
Meso tamarila se odlikuje različitom slatkoćom i složenog je ukusa. Može se porediti sa kivijem ili paradajzom. Pored toga, koža i meso voćke mogu biti i gorke, pa se obično ne konzumiraju kad su sirove.
Što se tiče industrijske upotrebe, plodovi se mogu koristiti kao konzervansi za slatko, jer su bogati pektinom. Žuta vrsta se više koristi u industriji.

## Razmnožavanje
Razmnožava se uglavnom semenom i reznicama. Biljke se iz semena najčešće razvijaju sa jednim pravim stablom visokim 1,50-1,80m, pre razgranjavanja. Za razliku od ovih, biljke dobijene razmnožavanjem reznicama su žbunastije i sa povijenljim granama blize zemlji.
Plodovi za seme moraju biti odabrani sa zdravih i visokokvalitetnih biljaka sa krupnim plodovima dobrog kvaliteta. Iz semena izrastaju biljke gotovo identične roditeljskim biljkama. Pri tome treba izbegavati crvene plodove koji rastu blizu biljaka žutih plodova. Reznice za razmnožavanje se uzimaju u jesen ili proleće isključivo sa zdravih biljaka, za što se koriste jednogodišnje ili dvogodišnje grane prečnika 3 cm, a dužine oko 45 cm . Listovi se obavezno uklanjaju.

## Literatura
- Suptropske i tropske voćke, Prof. dr Mihailo D. Nikolić, Dr Momčilo D. Radulović, izdavač Naučno voćarsko društvo Srbije, 2010. godina

## Spoljašnje veze
- Agroklub
- Gajenje voća